# Rampoux
Rampoux är en kommun i departementet Lot i regionen Occitanien i södra Frankrike. Kommunen ligger i kantonen Salviac som tillhör arrondissementet Gourdon. År 2022 hade Rampoux 102 invånare.

## Befolkningsutveckling
Antalet invånare i kommunen Rampoux
| Referens: INSEE |